# 孫沛立
孫沛立，台北市人，現為國立臺灣科技大學副教授。主要研究領域為色彩工程、數位影像處理、3D影像技術和視覺科學。同時也是一位業餘作曲家。

## 音樂領域
孫沛立於國小四年級時轉學到臺北市的光復國小，五年級加入該校國樂社，開始學習國樂。其非音樂相關科班出身，因常聽寫而訓練了作曲能力。早期作品受夏炎、鄭思森等作曲家的風格影響。1991年至成功嶺參加大專生暑期軍訓時寫下給社團學姐的琵琶獨奏曲《雲》，次年2月將之改編為同名協奏曲，送交臺北市立國樂團參加其舉辦之第六屆作曲比賽而獲獎，7月由北市國首演。其在國防部示範樂隊服役期間負責大提琴、薩克斯風、二胡演奏與管弦樂編曲工作。
1993年他寫成了中阮名曲《中阮搖滾》，靈感來自他社團的中阮好手抽中了要命的「海陸籤」，想寫一首曲子來祝福他，用極冷的慢敲以及極熱的重搖滾來描繪這位「外表冷酷、內心狂熱」的「準蛙人」，中段的 「I hate myself for loving you」 取材自Joan Jett & Blackhearts (1988) 的同名歌曲。樂曲首演於1995年于惠蘭小姐的中阮獨奏音樂會。

## 應用科學
孫沛立本科為影像科學，研究領域在色彩工程、數位影像處理、3D影像技術和視覺科學，並為英國德比大學色彩影像科學博士 、國立臺灣科技大學色彩與照明科技研究所副教授。